# オンチーノ
オンチーノ（伊: Oncino）は、イタリア共和国ピエモンテ州クーネオ県にある、人口約100人の基礎自治体（コムーネ）。

## 地理

### 位置・広がり

#### 隣接コムーネ
隣接するコムーネは以下の通り。
- カステルデルフィーノ
- クリッソーロ
- オスターナ
- パエザーナ
- ポンテキアナーレ
- サンペイレ

#### 地震分類
イタリアの地震リスク階級 (it) では、3s に分類される
。

## 行政

### 分離集落
オンチーノには、以下の分離集落（フラツィオーネ）がある。
- Arlongo, Bigorie, Piatette, Chiotti, Paschié, Porcili, Ruata, Ruera, Sant'Ilario, Saret, Serre, Tirolo, Villa